# Парламентские выборы в Германии (1933, март)

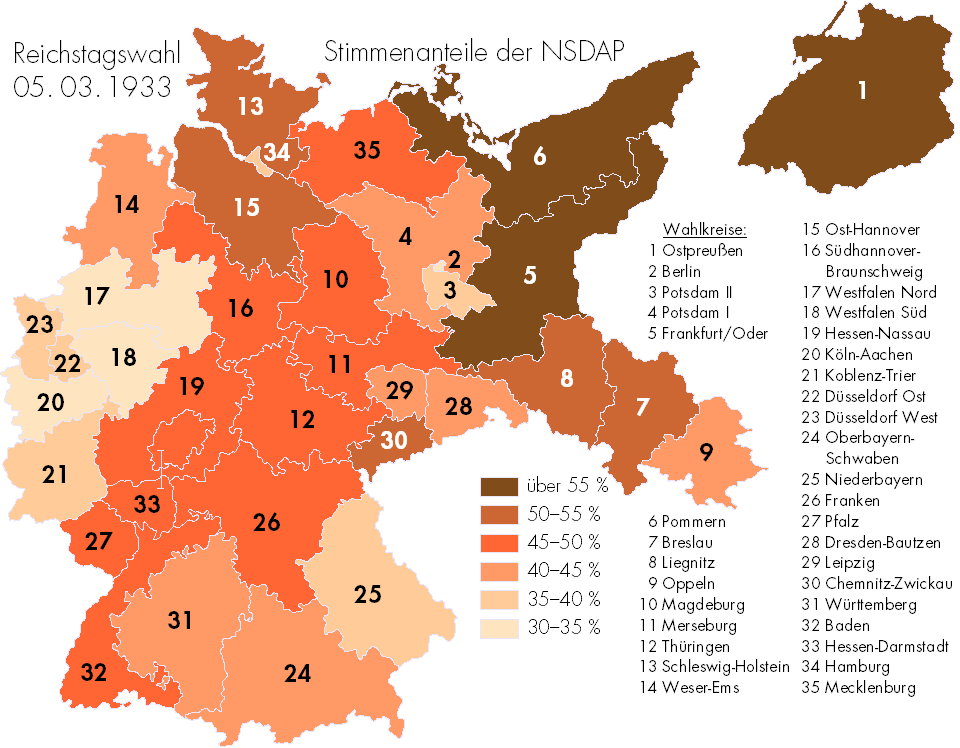
Результаты Национал-социалистической немецкой рабочей партии в регионах

Выборы в рейхстаг 1933 года — 9-е парламентские выборы в Веймарской республике, состоявшиеся 5 марта 1933 года.

## Ситуация в Веймарской республике до выборов
Начавшийся в 1929 году всемирный экономический кризис положил конец «Золотым двадцатым» и правительству «Большой коалиции» во главе с социал-демократом Германом Мюллером. Камнем преткновения стал вопрос о пособиях по безработице, сокращения которых требовали центристы и члены кабинета, но противились депутаты рейхстага от левых партий.
На фоне растущей безработицы усиливаются позиции ультраправых партий, в первую очередь Национал-социалистической немецкой рабочей партии, возглавляемой Адольфом Гитлером. После успеха нацистской партии на нескольких подряд парламентских кампаниях рейхспрезидент Гинденбург 30 января 1933 года назначил Гитлера рейхсканцлером. После этого Гитлер, давно добивавшийся этого поста, объявил курс на роспуск парламента и проведение досрочных парламентских выборов.
Выборы проходили в условиях жёсткого противостояния ультраправых сторонников недавно назначенного рейсхканцлером Адольфа Гитлера и партий левого толка при толерантности со стороны клерикальной партии Центра и крайне низкой популярности либеральных партий. Общее число противников нацизма, убитых во время избирательной кампании, составило 51 человек, а число нацистов — 18, согласно нацистским источникам.
2 февраля 1933 года приказом главы МВД Пруссии Германа Геринга, в стране были запрещены собрания и демонстрации Коммунистической партии. В тот же день полицейскому налету и многочасовому обыску был подвергнут дом Карла Либкнехта в Берлине. Одновременно Геринг начал большую чистку самого министерства внутренних дел. Начались отставки и новые назначения. Увольнялись или отпускались в длительный отпуск чиновники — от старшего председателя до уголовных комиссаров, которые не были нацистами или сочувствующими их идеям. Их преемниками стали большей частью члены СА и СС.
4 февраля 1933 года за подписями Гинденбурга и Гитлера был опубликован чрезвычайный декрет «О защите немецкого народа», который фактически запрещал всякие собрания и митинги. Декрет от 4 февраля 1933 года дал нацистам юридическое основание для разгона антинацистских демонстраций и митингов, запрещения любого органа печати коммунистических газет.
5 февраля в Берлине состоялся парад «Стального шлема» под лозунгом объединения сил всех националистических партий, фактически легализовал штурмовые отряды СА.
6 февраля в стране вступил в силу закон о введении чрезвычайного положения «для защиты немецкого народа». А 9 февраля начались обыски помещений, которые использовали коммунистические ячейки и квартир лидеров партии. Страну захлестнула волна массовых арестов и похищений людей. Штурмовики методично уничтожали несогласных по всей стране. 10 февраля Адольф Гитлер открыл предвыборную кампанию НСДАП речью во Дворце спорта Берлина.
17 февраля, Геринг издал приказ, требовавший применять оружие в борьбе с коммунистами и соцдемами. 22 февраля 1933 г. CA и СС были наделены правами «вспомогательной полиции». Тем самым стали по факту частью государственного аппарата и получили неограниченные права для нападения на собрания и демонстрации левых организаций.
20 февраля 1933 года в резиденции Геринга состоялась секретная встреча Гитлера с 25 крупнейшими промышленниками Германии, на предвыборную кампанию НСДАП ими было предоставлено 3 млн рейхсмарок.
23 февраля коммунисты в главе с Вильгельмом Пиком смогли провести свое последнее крупное предвыборное мероприятие. Но Пик не смог закончить свою речь, потому что мероприятие было разогнано полицией.
24 февраля полиция снова устроила обыск в доме Карла Либкнехта. Однако руководство КПГ уже покинуло здание, частично перейдя на нелегальное положение. В прессе тогда появились сообщения о находке склада оружия и документов, «доказывающих» существование заговора, предусматривающего осуществление терактов. Множество похожих слухов ходило в последнюю неделю февраля.
Накануне выборов, 27 февраля, было подожжено здание рейхстага. В поджоге был обвинён голландский коммунист Маринус ван дер Люббе, задержанный в помещениях горящего здания. 28 февраля, на следующий день после пожара, был издан подписанный Гинденбургом декрет «О защите народа и государства», ограничивающий ряд свобод немцев (свободу личности, собраний, союзов, слова, печати), а также тайну переписки и право частной собственности. Этим указом коммунистическая партия практически была поставлена вне закона с 28 февраля 1933 г. и полностью запрещена 6 марта, день спустя после выборов. Беспрепятственно вести избирательную кампанию могли только нацисты и их союзники из НННП.
В ту же ночь после пожара в Германии начались повальные аресты. Только в Берлине были арестованы более 1500 членов КПГ, в том числе все члены коммунистической парламентской фракции Рейхстага. 3 марта был арестован Эрнст Тельман, лидер КПГ. Руководство СДПГ было вынуждено эмигрировать в Прагу. По всей Германии запрещались газеты, журналы, листовки и плакаты коммунистической и социал-демократической партий. Вскоре начались репрессии в отношении представителей Партии Центра. Проведя первые дни в полицейских застенках или государственных тюрьмах, арестованные в скором времени заполнят первые концентрационные лагеря.
|  |

## Результаты выборов
Результаты парламентских выборов в Германии 5 марта 1933 года:
|                             |                                                   |            |        |               |  |  |  |
| Партия                      | Партия                                            | Голосов    | %      | Мест получено |  |  |  |
|                             | Национал-социалистическая немецкая рабочая партия | 17 277 180 | 43,91  | 288           |  |  |  |
|                             | Социал-демократическая партия Германии            | 7 181 629  | 18,25  | 120           |  |  |  |
|                             | Коммунистическая партия Германии                  | 4 848 058  | 12,32  | 81            |  |  |  |
|                             | Партия Центра                                     | 4 424 905  | 11,25  | 73            |  |  |  |
|                             | Немецкая национальная народная партия             | 3 136 760  | 7,97   | 52            |  |  |  |
|                             | Баварская народная партия                         | 1 073 552  | 2,73   | 19            |  |  |  |
|                             | Немецкая народная партия                          | 432 312    | 1,10   | 2             |  |  |  |
|                             | Христианско-социальная народная служба            | 383 999    | 0,98   | 4             |  |  |  |
|                             | Немецкая государственная партия                   | 334 242    | 0,85   | 5             |  |  |  |
|                             | Партия немецких фермеров                          | 114 048    | 0,29   | 2             |  |  |  |
|                             | Аграрная лига                                     | 83 839     | 0,21   | 1             |  |  |  |
|                             | Немецкая ганноверская партия                      | 47 473     | 0,12   | 0             |  |  |  |
|                             | Социалистическое боевое сообщество                | 3954       | 0,01   | 0             |  |  |  |
|                             | Боевое содружество рабочих Баварии                | 1110       | 0,00   | 0             |  |  |  |
| Всего                       | Всего                                             | 39 343 331 | 100,00 | 647           |  |  |  |
|                             |                                                   |            |        |               |  |  |  |
| Действительных бюллетеней   | Действительных бюллетеней                         | 39 343 331 | 99,21  |               |  |  |  |
| Недействительных бюллетеней | Недействительных бюллетеней                       | 311 698    | 0,79   |               |  |  |  |
| Всего бюллетеней            | Всего бюллетеней                                  | 39 655 029 | 100,00 |               |  |  |  |
| Явка избирателей            | Явка избирателей                                  | 44 685 764 | 88,74  |               |  |  |  |
| Источник: Gonschior.de      |                                                   |            |        |               |  |  |  |

В результате выборов состав нового рейхстага стал значительно более правым, за счёт большого прибавления во фракции национал-социалистов. Представительство национально-либеральных партий в новом парламенте оказалось ничтожным (Немецкая народная партия получила в новом рейхстаге всего два места, вместо 11 на прошлых выборах и 30 на парламентских выборах 1930 года). Национал-консерваторы в лице Немецкой национальной народной партии сохранили свои позиции и вошли в состав коалиционного правительства Гитлера. Центристы фактически сохранили, а отчасти упрочили своё представительство, однако успех национал-социалистов сделал их участие в будущей правительственной коалиции нецелесообразным. Сохранила свои позиции и Баварская народная партия, отстаивающая более консервативные идеалы, нежели Партия Центра. Самые тяжёлые потери понесли левые (Социал-демократы и коммунисты), потеряв в общей сложности 20 мест. Это во многом объяснялось уличной войной против коммунистических агитаторов и Союза красных фронтовиков, кроме того, после прихода к власти Гитлера в помощь полиции были приставлены штурмовики СА. В том числе они охраняли избирательные участки во время голосования.
В целом состав парламента изменился не так уж и радикально. В новый состав рейхстага было избрано на 63 депутата больше, чем в предыдущий, большинство новых мест досталось представителям НСДАП. Успех Гитлера был вовсе не такой сокрушительный, как он рассчитывал и как часто представляют современные историки. Достигнутого на выборах результата оказалось недостаточно для того, чтобы закрепить новую диктатуру.
Распределение голосов между основными партиями в государствах вошедших в Германскую империю Веймарской республики:
| Кандидат           | НСДАП   | НННП    | Партия Центра | СДПГ    | КПГ     | Баварская народная партия | Прочие |
| ------------------ | ------- | ------- | ------------- | ------- | ------- | ------------------------- | ------ |
| Всего              | 43,91 % | 7,97 %  | 11,25 %       | 18,25 % | 12,32 % | 2,73 %                    | 3,63 % |
| Пруссия            | 43,73 % | 9,05 %  | 14,22 %       | 17,01 % | 13,21 % |                           | 2,78 % |
| Бавария            | 43,03 % | 4,11 %  | 3,01 %        | 15,53 % | 6,27 %  | 24,21 %                   | 3,84 % |
| Нижняя Саксония    | 44,96 % | 6,52 %  | 1,25 %        | 26,25 % | 16,49 % |                           | 4,53 % |
| Вюртемберг         | 42,00 % | 12,41 % | 16,94 %       | 15,03 % | 9,33 %  |                           | 4,29 % |
| Баден              | 45,36 % | 3,64 %  | 25,35 %       | 11,93 % | 9,75 %  |                           | 3,97 % |
| Тюрингия           | 47,60 % | 12,41 % | 1,19 %        | 20,62 % | 15,28 % |                           | 2,90 % |
| Гессен             | 43,73 % | 2,85 %  | 13,59 %       | 21,70 % | 10,88 % |                           | 7,25 % |
| Гамбург            | 38,85 % | 7,99 %  | 1,92 %        | 26,90 % | 17,59 % |                           | 6,75 % |
| Мекленбург-Шверин  | 48,54 % | 16,79 % | 0,79 %        | 24,51 % | 7,30 %  |                           | 2,07 % |
| Ольденбург         | 46,50 % | 11,39 % | 14,76 %       | 18,17 % | 6,40 %  |                           | 2,78 % |
| Брауншвейг         | 49,05 % | 7,61 %  | 1,71 %        | 30,45 % | 8,77 %  |                           | 2,41 % |
| Анхальт            | 46,11 % | 8,39 %  | 1,31 %        | 30,78 % | 11,43 % |                           | 1,98 % |
| Бремен             | 32,65 % | 14,47 % | 2,29 %        | 30,35 % | 13,17 % |                           | 7,07 % |
| Липпе-Детмольд     | 47,09 % | 6,88 %  | 2,41 %        | 28,00 % | 8,24 %  |                           | 7,38 % |
| Любек              | 42,79 % | 5,64 %  | 1,06 %        | 38,27 % | 8,17 %  |                           | 4,07 % |
| Мекленбург-Штрелиц | 51,61 % | 15,90 % | 0,73 %        | 22,57 % | 7,12 %  |                           | 2,07 % |
| Вальдек            | 70,85 % | 9,34 %  | 2,16 %        | 10,47 % | 3,27 %  |                           | 3,91 % |
| Шаумбург-Липпе     | 43,36 % | 7,79 %  | 0,48 %        | 39,07 % | 5,66 %  |                           | 3,64 % |

Несмотря на блестящие, по сравнению с предыдущими выборами, результаты нацистов, их надежды не оправдались. Большинства в парламенте они так и не получили, и для сохранения правительства Гитлер обязан был поддерживать коалицию с Немецкой национальной народной партией. В то же время потери левых, хоть и были значительны, но не фатальны. Социал-демократы потеряли всего одно место, коммунисты — около пятой от своего представительства в прежнем рейхстаге.

## Последствия
Несмотря на то, что правящая ультраправая коалиция не имела 2/3 голосов, необходимых для внесения изменений в конституцию, Гитлеру удалось провести через парламент документ, согласно которому он мог издавать и применять новые законы без одобрения парламента. Для этого на следующий же день после выборов специальным постановлением была запрещена Коммунистическая партия Германии, а мандаты коммунистов были аннулированы, прочие же депутаты рейхстага фактически были арестованы в здании Королевской оперы, в которой проходили заседания после пожара рейхстага. Против проголосовали только социал-демократы, во главе с Отто Вельсом. Итоговый результат голосования по данному законопроекту в рейхстаге: за — 444 при 94 — против.
«Закон для исправления бедственного положения народа и рейха» или «благоприятный акт», принятый таким образом 24 марта 1933 года, делал Адольфа Гитлера диктатором на срок до апреля 1937 года (в дальнейшем дважды продлевался). Этот закон окончательно утвердил в Германии нацистскую диктатуру.
1 апреля стартовала всенародная акция бойкота магазинов и предприятий, принадлежащих евреям. Эта акция считается первым на пути массовой депортации, истребления и порабощения евреев, проживающих в Германии и на территориях стран, завоёванных нацистской Германией во время Второй мировой войны.
2 мая в Германии были запрещены все профсоюзы, а 14 июля были запрещены все политические партии, за исключением НСДАП. После введения этого запрета многие политики были вынуждены либо идти на сотрудничество с властями (так, бывший рейхсканцлер Франц фон Папен был отправлен послом в Австрию, а после аншлюса — в Турцию, либо отправляться в эмиграцию (Отто Вельс, лидер социал-демократов, эмигрировал сперва в подконтрольный Лиге наций район Саар, а затем в Прагу и Париж, где участвовал в создании заграничной организации СДПГ, Вилли Леов, один из руководителей Союза красных фронтовиков), эмигрировал в СССР, где был расстрелян в 1937 году по обвинению в участии в троцкистско-фашистской террористической организации), либо отправляться в первые концентрационные лагеря, которые начали создавать на территории Германии для политически неблагонадёжных немцев (в лагере Бухенвальд закончил свои дни Эрнст Тельман, арестованный за два дня до выборов, 3 марта, и расстрелянный только в августе 1944 года).
На прошедших в ноябре 1933 года досрочных парламентских выборах единственной партией-участницей была НСДАП, за список которой проголосовало 92,11 % немцев при 7,89 % бюллетеней, демонстративно испорченных в знак протеста против действий нацистского режима. Эти выборы, как и следующие за ними выборы в парламент, проходили под контролем полиции, СА и СС над голосующими.